# Szerelemben, háborúban
A Szerelemben, háborúban (eredeti cím: In Love and War) egy 1996-ban készült amerikai romantikus, háborús filmdráma Sandra Bullock és Chris O’Donnell főszereplésével. A filmet az Oscar és Golden Globe-díjas Richard Samuel Attenborough rendezte.

## Tartalom
Amikor lángokban áll a világ, a szerelem a legutolsó dolog, ami eszébe jut az embernek. Így vannak ezzel hőseink is, a mentőautó-sofőr és a nála nyolc évvel idősebb ápolónő, akik az első világháború viharában találnak egymásra. Richard Attenborough ennek a különös románcnak a történetét meséli el. A love story hősei a 18 éves Ernest Hemingway és a 26 éves Agnes von Kurowsky kétségbeesve keresik lelki békéjüket az első világháború pusztításai közepette. A producer Dimitri Villard annak a Henry Villardnak a fia, aki Ernest Hemingway bajtársa és barátja volt a háborúban, s tanúja volt ennek a történetnek. Villard írta a forgatókönyvet, s felkérte Attenborough-t a rendezésre, aki amint elolvasta, nagy vehemenciával kezdett hozzá az előkészítéshez. Nem Gandhi-, vagy Chaplin-féle életrajzi filmet csinált, hanem az író életének egy eddig ismeretlen epizódját mesélte el, amelynek élményei klasszikussá vált regénye, a Búcsú a fegyverektől írásakor ihlették.

## Szereplők
| Szerep                          | Színész          | Magyar hang     |
| ------------------------------- | ---------------- | --------------- |
| Ernest „Ernie” Hemingway        | Chris O’Donnell  | Selmeczi Roland |
| Agnes „Aggie (Ag)” von Kurowsky | Sandra Bullock   | Für Anikó       |
| Henry Villard                   | Mackenzie Astin  | Czvetkó Sándor  |
| Dr. Domenico Caracciolo         | Emilio Bonucci   | Rosta Sándor    |
| Elsie „Mac” MacDonald           | Ingrid Lacey     | Orosz Anna      |
| Mabel „Rosie” Rose              | Margot Steinberg | ?               |
| Porter                          | Alan Bennett     | ?               |
| Dr. Hemingway                   | Colin Fox        | Végh Ferenc     |
| Sergio Caracciolo gróf          | Philippe Leroy   | Végh Ferenc     |
| Isabella Caracciolo             | Laura Martelli   | ?               |

## Díjak és jelölések
- Berlini Nemzetközi Filmfesztivál (1997) – Arany Medve jelölés: Richard Attenborough